# Картикейя, Шри Махариши
Шри Махариши Картикейя, Его Святейшество Шри Картикейяджи, (Sri Kartikeiya, Kārtikeyo; неизвестно, Британская Индия — 24 сентября 1953, Айодхья, Уттар-Прадеш) — пророк и святой йогин Индии. Шри Махариши передал своё учение асан, крий и вьяям основателю «Делийской школы» Дхирендре Брахмачари, от которого впоследствии его получил Бал Мукунд Сингх.

## Биография
Шри Махариши Картикейя обладал сиддхи (в свои юные годы он был наделён всеми признаками будущего гения, был одарён способностью предвидения).
Рассказывают, что, когда кто-нибудь, желая проверить способности ребёнка, клал перед ним книгу, являющуюся великим классическим произведением санскритского эпоса — «Махабхарату» в оригинале, он читал без запинки главу за главой с безупречной лёгкостью и беглостью знатока. На церемонии надевания священного шнура этот необычный ребёнок удивил всех, начав распевать священные звуки гайятри-мантры, которым его никто не учил.
(Дхирендра Брахмачари)
Шри Махариши Картикейя решил посвятить свою жизнь служению обществу после путешествия в Гималайские горы. Картикейя объездил всю Индию делясь знаниями и облегчая страдания людям. В 1953 году Шри Картикейя посетил Айодхью, где на берегу реки Сарайю в Гуптаргхате во время вечерней молитвы он вошёл в состояние махасамадхи, сидя в сиддхасане перед многочисленным собранием народа.
Картикейи завещал, чтобы после смерти он не был ни похоронен, ни сожжён, а чтобы его останки были преданы священным водам реки Сарайю.